# Corrales (Uruguai)
Corrales és una entitat de població de l'Uruguai, ubicada al nord del departament de Lavalleja. Té una població aproximada de 150 habitants, segons les dades del cens del 2004.
Es troba a 125 metres sobre el nivell del mar.